# Limoilou (circonscription provinciale)
Pour les articles homonymes, voir Limoilou (homonymie).
Circonscription électorale provinciale du Canada
Limoilou est une ancienne circonscription électorale provinciale du Québec.

## Histoire
Elle est créée dans les années 1960 à partir de l'ancienne circonscription de Québec-Est.  Elle est nommée du nom du quartier Limoilou de Québec, auquel son territoire correspond en partie.  Au début des années 2000, elle est remplacée par la circonscription de Jean-Lesage.
Elle était nommée en l'honneur du manoir de Limoëlou, situé dans le quartier de Rothéneuf à Saint-Malo.

## Liste des députés
| Législature | Années    | Député | Député         | Parti           |
| ----------- | --------- | ------ | -------------- | --------------- |
| Limoilou    |           |        |                |                 |
| 28e         | 1966–1970 |        | Armand Maltais | Union nationale |
| 29e         | 1970–1973 |        | Fernand Houde  | Libéral         |
| 30e         | 1973–1976 |        | Fernand Houde  | Libéral         |
| 31e         | 1976–1981 |        | Raymond Gravel | Parti québécois |
| 32e         | 1981–1985 |        | Raymond Gravel | Parti québécois |
| 33e         | 1985–1989 |        | Michel Després | Libéral         |
| 34e         | 1989–1994 |        | Michel Després | Libéral         |
| 35e         | 1994–1998 |        | Michel Rivard  | Parti québécois |
| 36e         | 1998–2003 |        | Michel Després | Libéral         |

## Résultats électoraux
| |
| - Union nationale (ancien) - Parti libéral - Crédit social (ancien) - Parti québécois - Action démocratique (ancien) |

|                                                                                               | Nom                     | Parti                 | Nombre de voix | %      | Maj.  |
| --------------------------------------------------------------------------------------------- | ----------------------- | --------------------- | -------------- | ------ | ----- |
|                                                                                               | Michel Després          | Libéral               | 13 929         | 42,3 % | 1 298 |
|                                                                                               | Michel Rivard (sortant) | Parti québécois       | 12 631         | 38,4 % | -     |
|                                                                                               | Richard Lizotte         | Action démocratique   | 5 576          | 16,9 % | -     |
|                                                                                               | Denis Cusson            | Démocratie socialiste | 345            | 1 %    | -     |
|                                                                                               | Jean-Claude Tremblay    | Indépendant           | 234            | 0,7 %  | -     |
|                                                                                               | Claude Moreau           | Marxiste-léniniste    | 109            | 0,3 %  | -     |
|                                                                                               | Daniel Pelletier        | Indépendant           | 73             | 0,2 %  | -     |
| Total                                                                                         | Total                   | Total                 | 32 897         | 100 %  |       |
| Le taux de participation lors de l'élection était de 75,2 % et 483 bulletins ont été rejetés. |                         |                       |                |        |       |

|                                                                                               | Nom                    | Parti                | Nombre de voix | %      | Maj.  |
| --------------------------------------------------------------------------------------------- | ---------------------- | -------------------- | -------------- | ------ | ----- |
|                                                                                               | Michel Rivard          | Parti québécois      | 15 092         | 44,4 % | 4 484 |
|                                                                                               | Yvan Cloutier          | Libéral              | 10 608         | 31,2 % | -     |
|                                                                                               | André Bernier          | Action démocratique  | 4 066          | 12 %   | -     |
|                                                                                               | Jean-Paul Bernard      | Indépendant          | 1 759          | 5,2 %  | -     |
|                                                                                               | Jean-Pierre Duchesneau | NPD Québec           | 938            | 2,8 %  | -     |
|                                                                                               | Guy Gosselin           | Indépendant          | 555            | 1,6 %  | -     |
|                                                                                               | Roger Ratté            | Indépendant          | 424            | 1,2 %  | -     |
|                                                                                               | Yvon Émond             | Parti citron         | 356            | 1 %    | -     |
|                                                                                               | Claude Moreau          | Marxiste-léniniste   | 93             | 0,3 %  | -     |
|                                                                                               | Joël D'Arcy            | Développement Québec | 88             | 0,3 %  | -     |
| Total                                                                                         | Total                  | Total                | 33 979         | 100 %  |       |
| Le taux de participation lors de l'élection était de 79,2 % et 753 bulletins ont été rejetés. |                        |                      |                |        |       |

|                                                                                               | Nom                      | Parti                     | Nombre de voix | %      | Maj.  |
| --------------------------------------------------------------------------------------------- | ------------------------ | ------------------------- | -------------- | ------ | ----- |
|                                                                                               | Michel Després (sortant) | Libéral                   | 15 671         | 55,5 % | 5 876 |
|                                                                                               | Gilles Grenier           | Parti québécois           | 9 795          | 34,7 % | -     |
|                                                                                               | Jean Denis Marois        | Vert                      | 1 436          | 5,1 %  | -     |
|                                                                                               | Jean-François Sirois     | NPD Québec                | 645            | 2,3 %  | -     |
|                                                                                               | Mario Gaumond            | Progressiste conservateur | 592            | 2,1 %  | -     |
|                                                                                               | Alain Roy                | Marxiste-léniniste        | 97             | 0,3 %  | -     |
| Total                                                                                         | Total                    | Total                     | 28 236         | 100 %  |       |
| Le taux de participation lors de l'élection était de 74,5 % et 684 bulletins ont été rejetés. |                          |                           |                |        |       |

|                                                                                               | Nom              | Parti                     | Nombre de voix | %      | Maj.  |
| --------------------------------------------------------------------------------------------- | ---------------- | ------------------------- | -------------- | ------ | ----- |
|                                                                                               | Michel Després   | Libéral                   | 16 822         | 60,5 % | 8 483 |
|                                                                                               | Léopold Fournier | Parti québécois           | 8 339          | 30 %   | -     |
|                                                                                               | Guy Berthe       | NPD Québec                | 949            | 3,4 %  | -     |
|                                                                                               | Nicole Leblond   | Indépendant               | 792            | 2,9 %  | -     |
|                                                                                               | Tommy Nittolo    | Progressiste conservateur | 783            | 2,8 %  | -     |
|                                                                                               | André Major      | Socialisme chrétien       | 103            | 0,4 %  | -     |
| Total                                                                                         | Total            | Total                     | 27 788         | 100 %  |       |
| Le taux de participation lors de l'élection était de 74,5 % et 444 bulletins ont été rejetés. |                  |                           |                |        |       |

|                                                                                             | Nom                      | Parti              | Nombre de voix | %      | Maj.  |
| ------------------------------------------------------------------------------------------- | ------------------------ | ------------------ | -------------- | ------ | ----- |
|                                                                                             | Raymond Gravel (sortant) | Parti québécois    | 17 317         | 54,4 % | 3 881 |
|                                                                                             | Yvan Turcotte            | Libéral            | 13 436         | 42,2 % | -     |
|                                                                                             | Paul-Henri Dufresne      | Union nationale    | 851            | 2,7 %  | -     |
|                                                                                             | Jacques Lachance         | Communiste ouvrier | 139            | 0,4 %  | -     |
|                                                                                             | Jean-Daniel Nolin        | Marxiste-léniniste | 74             | 0,2 %  | -     |
| Total                                                                                       | Total                    | Total              | 31 817         | 100 %  |       |
| Le taux de participation lors de l'élection était de 81 % et 320 bulletins ont été rejetés. |                          |                    |                |        |       |

|                                                                                               | Nom                       | Parti                    | Nombre de voix | %      | Maj.  |
| --------------------------------------------------------------------------------------------- | ------------------------- | ------------------------ | -------------- | ------ | ----- |
|                                                                                               | Raymond Gravel            | Parti québécois          | 14 424         | 45,3 % | 3 707 |
|                                                                                               | Fernand Houde (sortant)   | Libéral                  | 10 717         | 33,7 % | -     |
|                                                                                               | Maurice Trottier          | Union nationale          | 4 656          | 14,6 % | -     |
|                                                                                               | Jean-Noël Gravel          | Créditiste               | 1 723          | 5,4 %  | -     |
|                                                                                               | Louisette Ouzilleau Dulac | Parti national populaire | 176            | 0,6 %  | -     |
|                                                                                               | Julien Bilodeau           | Communiste               | 74             | 0,2 %  | -     |
|                                                                                               | Manon Demers              | Indépendant              | 52             | 0,2 %  | -     |
| Total                                                                                         | Total                     | Total                    | 31 822         | 100 %  |       |
| Le taux de participation lors de l'élection était de 86,1 % et 755 bulletins ont été rejetés. |                           |                          |                |        |       |

|                                                                                               | Nom                     | Parti           | Nombre de voix | %      | Maj.  |
| --------------------------------------------------------------------------------------------- | ----------------------- | --------------- | -------------- | ------ | ----- |
|                                                                                               | Fernand Houde (sortant) | Libéral         | 16 140         | 53,9 % | 5 749 |
|                                                                                               | Jean Taillon            | Parti québécois | 10 391         | 34,7 % | -     |
|                                                                                               | Simon Brouard           | Créditiste      | 1 944          | 6,5 %  | -     |
|                                                                                               | Claude Lemieux          | Union nationale | 1 428          | 4,8 %  | -     |
|                                                                                               | Michel Parayre          | Communiste      | 61             | 0,2 %  | -     |
| Total                                                                                         | Total                   | Total           | 29 964         | 100 %  |       |
| Le taux de participation lors de l'élection était de 81,3 % et 573 bulletins ont été rejetés. |                         |                 |                |        |       |

|                                                                                               | Nom               | Parti               | Nombre de voix | %      | Maj.  |
| --------------------------------------------------------------------------------------------- | ----------------- | ------------------- | -------------- | ------ | ----- |
|                                                                                               | Armand Maltais    | Union nationale     | 16 547         | 49,7 % | 1 651 |
|                                                                                               | Isidore Deschênes | Libéral             | 14 896         | 44,7 % | -     |
|                                                                                               | Gaston Bernier    | RIN                 | 1 234          | 3,7 %  | -     |
|                                                                                               | Roland Perron     | Ralliement national | 582            | 1,7 %  | -     |
|                                                                                               | Denise Grégoire   | Indépendant         | 55             | 0,2 %  | -     |
| Total                                                                                         | Total             | Total               | 33 314         | 100 %  |       |
| Le taux de participation lors de l'élection était de 76,5 % et 491 bulletins ont été rejetés. |                   |                     |                |        |       |